# Облівський район
Облі́вський райо́н (рос. Обливский район) — район у північній частині Ростовської області Російської Федерації. Адміністративний центр — станиця Облівська.

## Географія
Район розташований у північно-східній частині області. На півночі межує із Совєтським, на південному заході — із Морозовським, на заході — із Мілютінським районом, на сході має кордон із Волгоградською областю.

## Історія
Облівський район був утворений 1924 року. у складі Морозовського округу. З 1925 року у складі Шахтинсько-Донецького округу. З 1930 року безпосередньо у складі Північно-Кавказького краю. У 1933-1934 роках - у складі Північної області. У 1934-1937 роках у складі Північно-Донського округу. 1935 року район було розукрупнено. З 1937 року - у складі новостворенної Ростовської області. У період 1954–1957 років перебував у складі Кам'янської області. 1963 року збільшив свою територію за рахунок приєднання ліквідованих Мілютинського та Совєтського районів. 1965 року Мілютинський район відновлено, а 1990 року відокремлено Совєтський район.

## Населення
Населення району становить 18358 осіб (2013; 18872 в 2010).

## Адміністративний поділ
Район адміністративно поділяється на 7 сільських поселень, які об'єднують 38 сільських населених пунктів:
| Поселення                          | Площа, км² | Населення, осіб (2010) | Центр            | Населені пункти |
| ---------------------------------- | ---------- | ---------------------- | ---------------- | --------------- |
| Александровське сільське поселення | -          | 732                    | Александровський | 3               |
| Алексієвське сільське поселення    | -          | 774                    | Алексієвський    | 4               |
| Караїчевське сільське поселення    | -          | 1203                   | Караїчев         | 5               |
| Каштановське сільське поселення    | -          | 1113                   | Каштановський    | 4               |
| Нестеркінське сільське поселення   | -          | 1216                   | Нестеркін        | 7               |
| Облівське сільське поселення       | -          | 12473                  | Облівська        | 12              |
| Солонецьке сільське поселення      | -          | 1361                   | Солонецький      | 3               |

### Найбільші населені пункти
| №  | Населений пункт | Населення, осіб (2010) |
| -- | --------------- | ---------------------- |
| 1  | Облівська       | 9 908                  |
| 2  | Середній Чир    | 731                    |
| 3  | Солонецький     | 609                    |
| 4  | Каштановський   | 546                    |
| 5  | Алексієвський   | 532                    |
| 6  | Кривов          | 484                    |
| 7  | Караїчев        | 456                    |
| 8  | Лобачев         | 450                    |
| 9  | Нестеркін       | 427                    |
| 10 | Сиволобов       | 408                    |

## Економіка

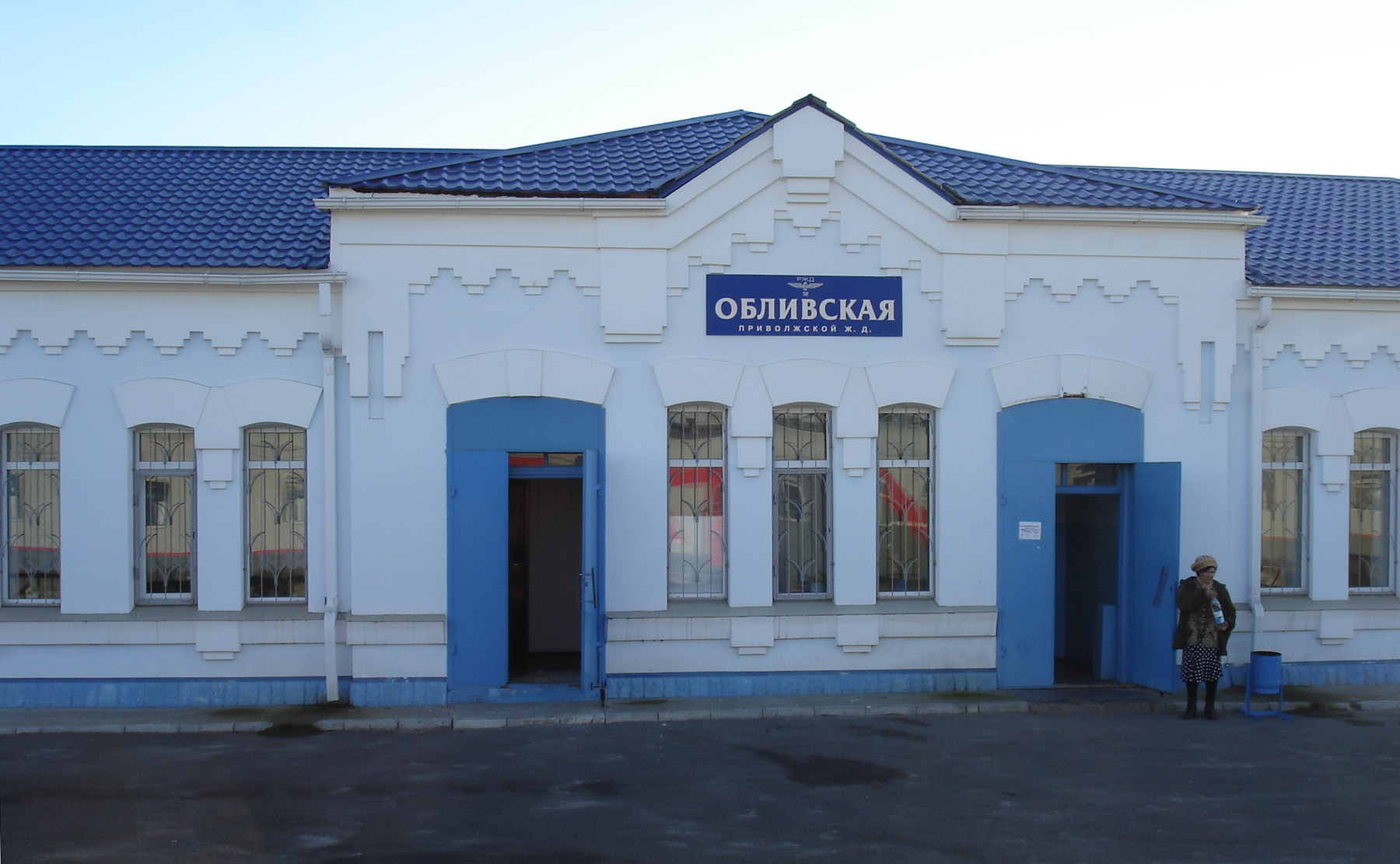
Станція «Облівська»

Район є сільськогосподарським, де займаються вирощуванням зернових, технічних культур та тваринництвом. Розвивається переробна промисловість сільськогосподарської продукції.